# Jiří Novotný
Jiří Novotný (n. 7 de abril de 1970 en Praga, Checoslovaquia) es un ex futbolista checo que jugó en varios equipos, pero principalmente en el AC Sparta Praga de la Gambrinus liga. Su posición en el campo era defensa o incluso centrocampista defensivo. Fue internacional con la selección de la Checoslovaquia y posteriormente con la de República Checa, con quien disputó la Eurocopa 2000.

## Trayectoria
Novotný comenzó su carrera en el fútbol profesional en 1986 en el Sparta Praga, equipo en el que se convertiría en una institución al disputar más de 360 partidos oficiales de liga. Pese a ser un sólido defensor, Novotný anotó 32 goles en su etapa en el Sparta. En 2003 fichó por el Rubin Kazán y militó en varios clubes hasta acabar su carrera deportiva en otro club de Praga, el FK Dukla en 2009.

## Selección nacional
Jiří Novotný fue internacional con Checoslovaquia desde 1991 hasta 1993 y tras la disolución de Checoslovaquia formó parte del equipo nacional de República Checa. Con el equipo checo disputó la Eurocopa 2000.